# Henrik Hohle Hansen
Henrik Hohle Hansen (født 29. oktober 1963 i Nakskov) er en dansk forfatter. Han har skrevet såvel socialrealistiske romaner med udgangspunkt i sin egen opvækst i Nakskov og en række eventyr og fabler for børn.

## Levnedsløb
Henrik Hohle Hansen er født i Nakskov og tog i 1984 hf-eksamen fra Nakskov Gymnasium. På det tidspunkt havde han allerede debuteret med sin første (selvudgivne) bog: Paranoid. Digte og noveller. I 1996 blev han cand.phil. i dansk på Aalborg Universitet. Udover sit forfatterskab har han ernæret sig som indvandrerlærer og organist.

## Forfatterskab
Efter den selvudgivne novelle- og digtsamling Paranoid. Digte og noveller fra 1983 var Hansens første bog romanen Kære Gud, lad mig ikke dø på et lokum', udgivet på Gyldendal i 1990. I Trap Danmarks sjette udgave blev romanen sammen med Helle Helles Rødby-Puttgarden fremhævet som "litterære beskrivelser af livet i Danmarks sociale og geografiske udkant" og som skildringer af blandt andet Nakskov Skibsværfts betydning for Nakskov og senere byens deroute, da værftet lukkede. Året efter fulgte han op med romanen Ude på landet om hvilken Berlingskes anmelder mente, at forfatteren var en hybrid mellem Gustav Wied og Leif Panduro i kunsten at bruge humor til at formidle en tragisk indsigt i menneskenes dårskab. Anmelderen savnede dog mere tyngde i romanen, selvom han kaldte forfatteren et "ungt vildt talent".
Mens de to første romaner var selvbiografiske og satiriske, var den tredje, Alkymi fra 1994 en gotisk gyser, der foregik i 1600-tallets København. I 1995 fulgte han op med Don Faust og i 1999 med Den stærke mand.
Hansen har skrevet en række andre værker, især fabler og eventyrlignende fortællinger for børn. Det gjaldt blandt andet Magnifik Myre Miro fra 2001, der var en bogstavelig talt eventyrlig indføring i Søren Kierkegaards univers med den bekymrede og vægelsindede myre Miro som hovedperson og gengivelse af Kierkegaards verden.

## Hæder og legater
Hansen modtog i 1995 "Forfatterne Harald Kiddes og Astrid Ehrencron-Kiddes Legat" og i 1998 "Aage Brodersen og hustru f. Erna A.I. Andersens Legat". Han modtog Litteraturrådets arbejdslegat i 1999 og Statens Kunstfonds arbejdslegat i både 1999 og 2005.